# Brazylia na Zimowych Igrzyskach Olimpijskich 2006
Brazylię na Zimowych Igrzyskach Olimpijskich 2006 reprezentowało 10 zawodników. Wystartowali oni w narciarstwie alpejskim, biegach narciarskich, bobslejach i snowboardzie
Był to piąty start Brazylii na zimowych igrzyskach olimpijskich (poprzednie to 1992, 1994, 1998, 2002).

## Wyniki reprezentantów Brazylii

### Narciarstwo alpejskie
Kobiety
- Mirella Arnhold

slalom gigant – 43. miejsce
Mężczyźni
- George Salameh

kombinacja – DSQ
slalom gigant – 30. miejsce
zjazd – 43. miejsce
supergigant – DNF

### Bobsleje
Mężczyźni
- Ricardo Raschini, Márcio Silva, Claudinei Quirino, Édson Bindilatti

Czwórka – 25.  miejsce

### Biegi narciarskie
Mężczyźni
- Hélio Freitas

15km. stylem klasycznym – 93. miejsce
Kobiety
- Jaqueline Mourão

10km. stylem klasycznym – 67. miejsce

### Snowboard
Kobiety
- Isabel Clark

Cross – 9. miejsce